# Plaza de Armas (Ceuta)
La Plaza de Armas es un baluarte del siglo XVII de la ciudad española de Ceuta. Está situado en el extremo sur del Frente de la Valenciana, del Conjunto Monumental de las Murallas Reales.

## Historia
Tras la construcción del Hornabeque del Frente de la Valenciana en 1699, quedó por delante un gran terreno en el que el ejército de Muley Ismail se aproximaba a Ceuta, por lo que se  construyeron sobre 1725 se construyeron  la desaparecida Contraguardia de Santiago, el Revellín del Ángulo de San Pablo, el Revellín de San Ignacio y la Contraguardia de San Francisco Javier para alejar los enemigos y construir una plaza de armas con la amplitud suficientemente para servir de lugar de concentración y punto de partida de las tropas.

## Descripción
Es una gran explanada rectangular.